# Lina Medina
Lina Marcela Medina Vásquez (Ticrapo, 23 settembre 1933) è nota nella letteratura medica per essere la più giovane donna madre confermata nella storia quando ha dato alla luce il figlio Gerardo nel 1939 all'età di 5 anni, 7 mesi e 3 settimane.

## Biografia
Nata in una numerosa e povera famiglia, la bambina aveva manifestato un'anomala dilatazione dell'addome, tanto da indurre i genitori (Tiburcio Medina e Victoria Loza) a farla visitare all'ospedale San Juan de Dios di Pisco, nel sospetto che potesse trattarsi di una formazione tumorale. I medici scoprirono invece con stupore che la bambina era incinta di sette mesi.
Prima di intervenire, il dottor Gerardo Lozada Murillo di Arequipa la condusse a Lima per avere conferma dello stato di gravidanza da altri specialisti.
Un mese e mezzo più tardi (14 maggio 1939), con parto cesareo imposto dall'esilità del bacino, la bambina diede alla luce un maschio. L'operazione fu praticata dallo stesso Lozada e dal collega Alejandro Busalleu con l'assistenza dell'anestesista Rolando Colareta, che le somministrò “l'anestesia della regina”, una sostanza volatile che a contatto con l'ossigeno si dissolve sotto forma di schiuma, per sottolineare l'importanza di quello che stava per accadere.
Il caso fu illustrato nei dettagli dal dottor Edmundo Escomel alla rivista La Presse Médicale, che aggiunse particolari sulla comparsa del menarca a otto mesi di età (ma secondo altre fonti a due anni e mezzo), e sullo sviluppo delle mammelle già a quattro anni. A cinque, la bambina presentava ampliamento del bacino e maturazione ossea avanzata.
Il neonato, di 2,7 kg, fu chiamato Gerardo Alejandro in onore dei dottori che si presero a cuore il caso, Lozada e Busalleu. La bambina non rivelò mai chi fosse il padre né le circostanze del concepimento: Escomel scrisse che ella "non poteva dare risposte precise", suggerendo così che non lo sapesse davvero. Ma la vicenda provocò intanto l'arresto del padre con l'accusa di violenza sessuale e incesto. L'uomo fu scagionato per insufficienza di prove.
Data l'impossibilità di Medina di mantenere il figlio, venne creata dal governo del Perù una commissione demandata alla cura e alla tutela del neonato.
Da adulta, Medina si impiegò come segretaria nella clinica di Lozada a Lima. Il chirurgo le fornì un'istruzione e l'aiutò ad assicurare a suo figlio la possibilità di frequentare le scuole superiori. Il giovane era stato allevato facendogli credere che Lina fosse una sorella maggiore, ma a dieci anni scoprì la verità.
Conosciuto Raúl Jurado, Medina lo sposò ed ebbe da lui un secondo figlio nel 1972. Gerardo, nonostante fosse cresciuto in salute, morì all'età di 40 anni (1979) per mielofibrosi. Con il marito, Medina è vissuta in un quartiere povero di Lima noto come Chicago Chico.
Per la eccezionalità del suo caso, unico documentato nella storia dell'umanità, alla Medina è dedicata una statua esposta al Museo delle Cere di New York.

## Documentazione e autenticità del caso
Sono state pubblicate due fotografie che documentano il caso. La prima fu scattata intorno ai primi di aprile del 1939, quando la bambina era incinta di sette mesi e mezzo. Presa dal profilo sinistro, ritrae la bambina nuda in piedi, con le mani incrociate dietro la schiena, in modo da evidenziare su sfondo neutro l'estensione del ventre e le mammelle sviluppate. È l'unica immagine della sua gravidanza, finora poco conosciuta fuori dall'ambiente medico. L'altra fotografia, molto più chiara, fu scattata un anno più tardi a Lima quando Gerardo aveva undici mesi.
Benché si sia sospettato il falso, il caso appare suffragato dalle fonti. Casi estremi di pubertà precoce, in bambini sotto i nove anni, sono eccezionali, ma non sconosciuti alla letteratura medica.